# Lista munților din Azerbaidjan

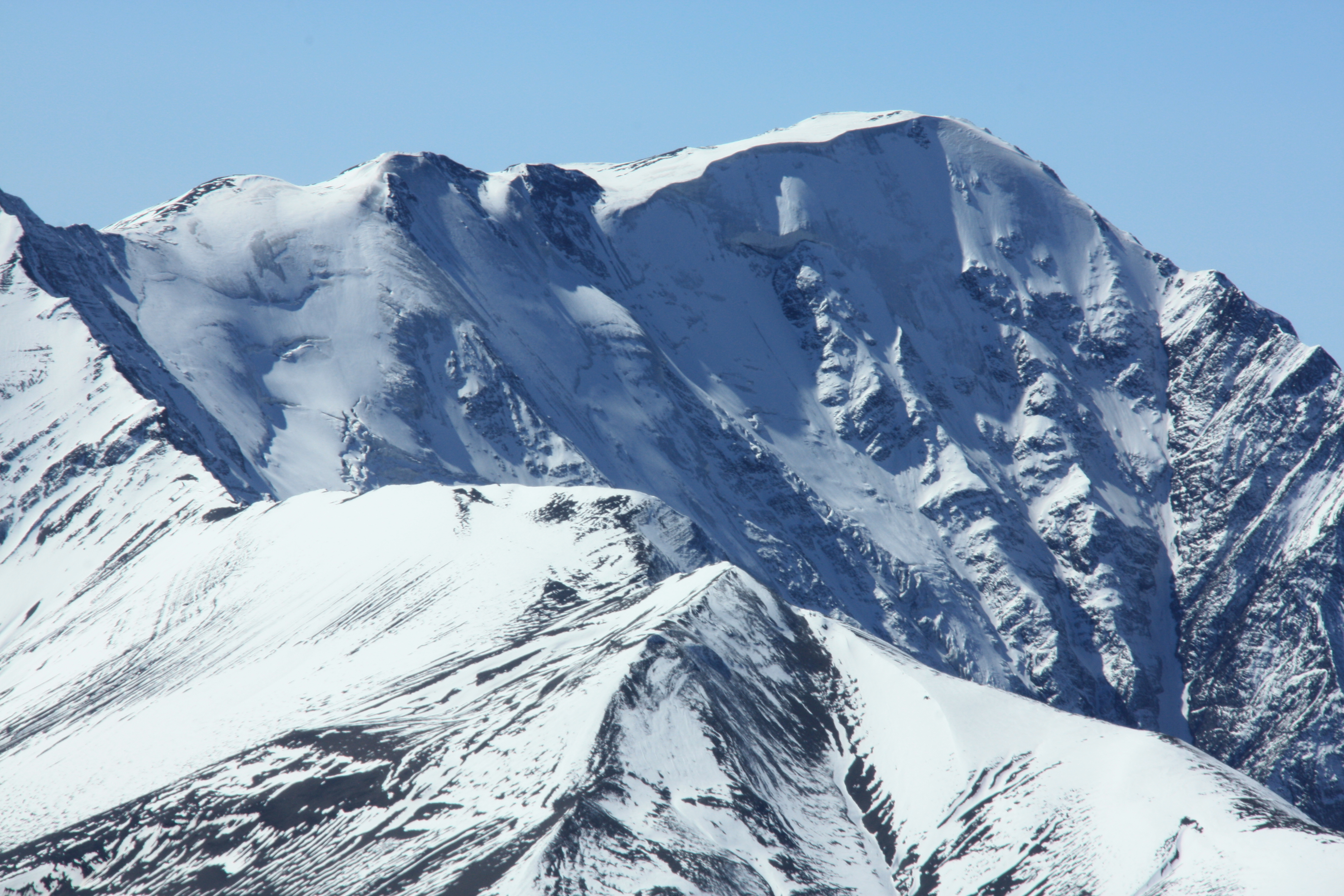
Bazardüzü, cel mai înalt munte din Azerbaidjan

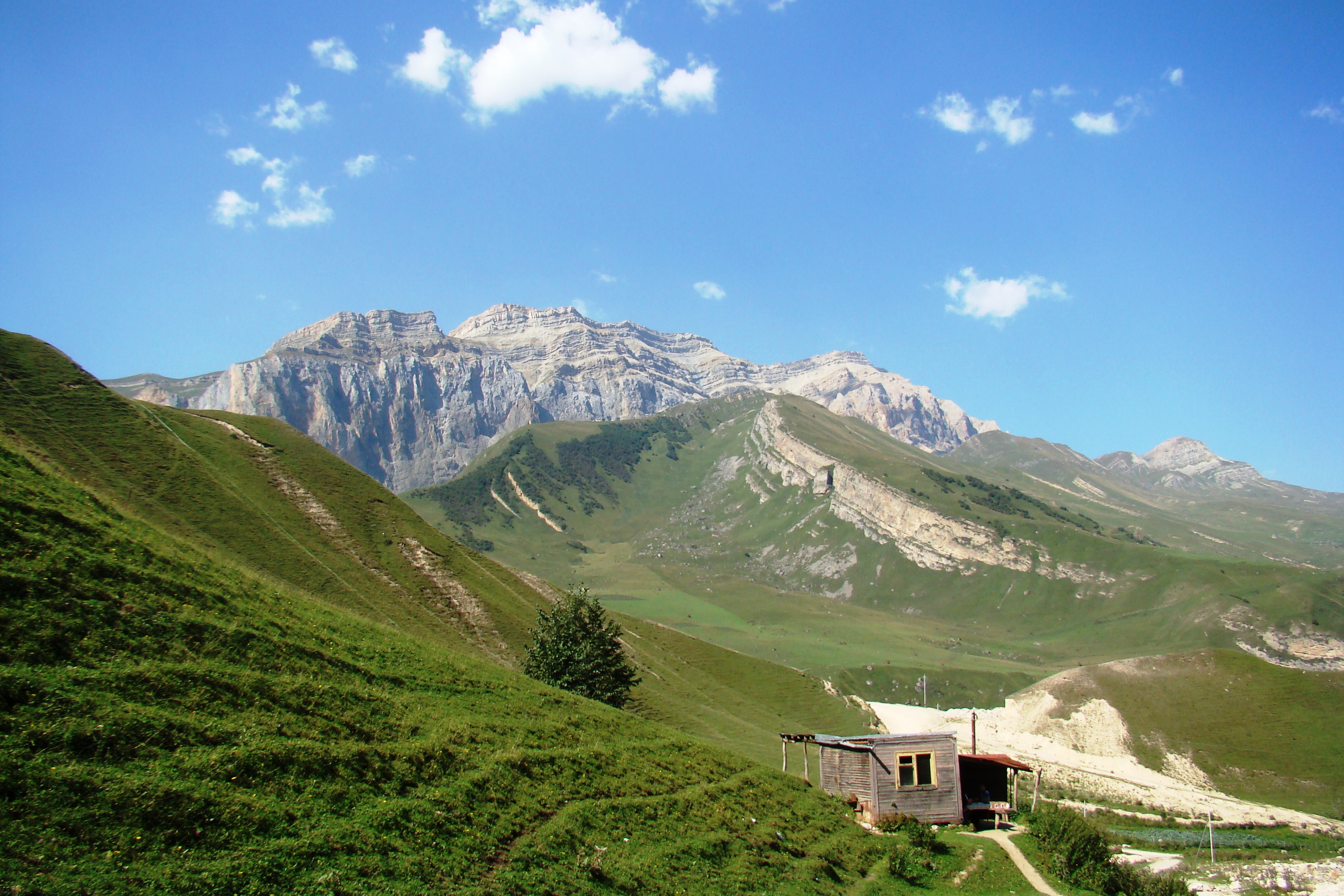
Șahdağ, al doilea cel mai înalt munte din Azerbaidjan

Lista munților din Azerbaidjan cuprinde cel mai înalt munte din Azerbaidjan.

## Cei mai înalți munți în Azerbaidjan
| Numele muntelui | Altitudine maximă (în metri) | Grupa muntoasă |
| --------------- | ---------------------------- | -------------- |
| Bazardüzü       | 4,466                        | Caucazul Mare  |
| Șahdağ          | 4,243                        | Caucazul Mare  |
| Tufandağ        | 4,206                        | Caucazul Mare  |
| Bazaryurd       | 4,126                        | Caucazul Mare  |
| Yarıdağ         | 4,116                        | Caucazul Mare  |
| Çarındağ        | 4,079                        | Caucazul Mare  |
| İlham Zirvəsi   | 4,042                        | Caucazul Mare  |
| Raqdan          | 4,042                        | Caucazul Mare  |
| Qapıcıq Dağı    | 3,904                        | Caucazul Mic   |
| Alagöz          | 3,865                        | Caucazul Mic   |
| Yağlıdərə Dağı  | 3,827                        | Caucazul Mic   |
| Qazangöldağ     | 3,814                        | Caucazul Mic   |
| Sarıdərə Dağı   | 3,754                        | Caucazul Mic   |
| Gamıșdağ        | 3,724                        | Caucazul Mic   |